# Zaō onsen
Zaō onsen (蔵王温泉) (du mont Zaō et de onsen, bain thermal) est un bain thermal japonais sur le mont Zaō dans la partie nord du Honshū, l'île principale du Japon. Les premières traces de l'utilisation de ces sources datent de l'an 110 : un guerrier blessé par une flèche aurait vu sa blessure guérir miraculeusement après un bain dans ces eaux.[réf. nécessaire]

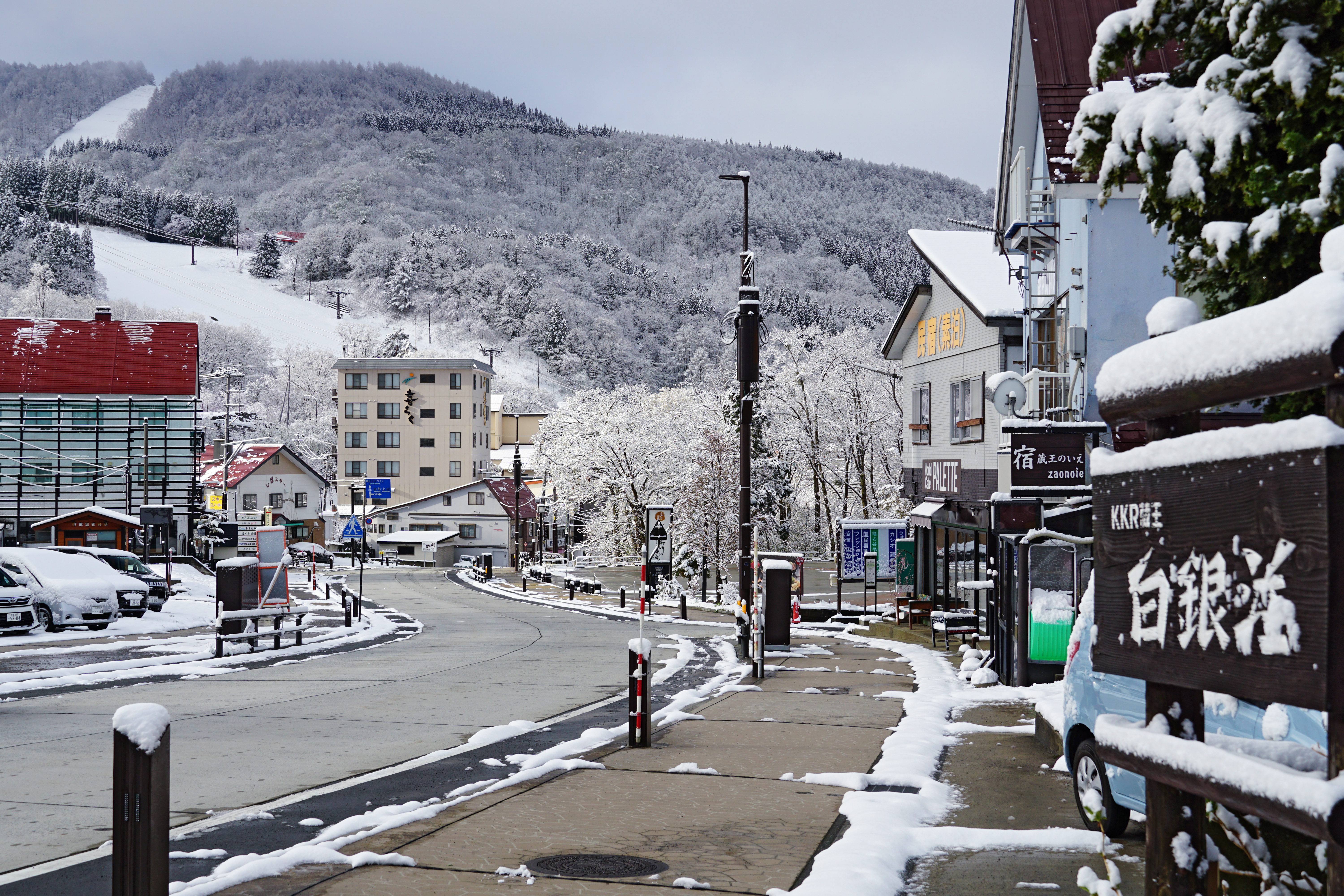
Juhyo-dori.

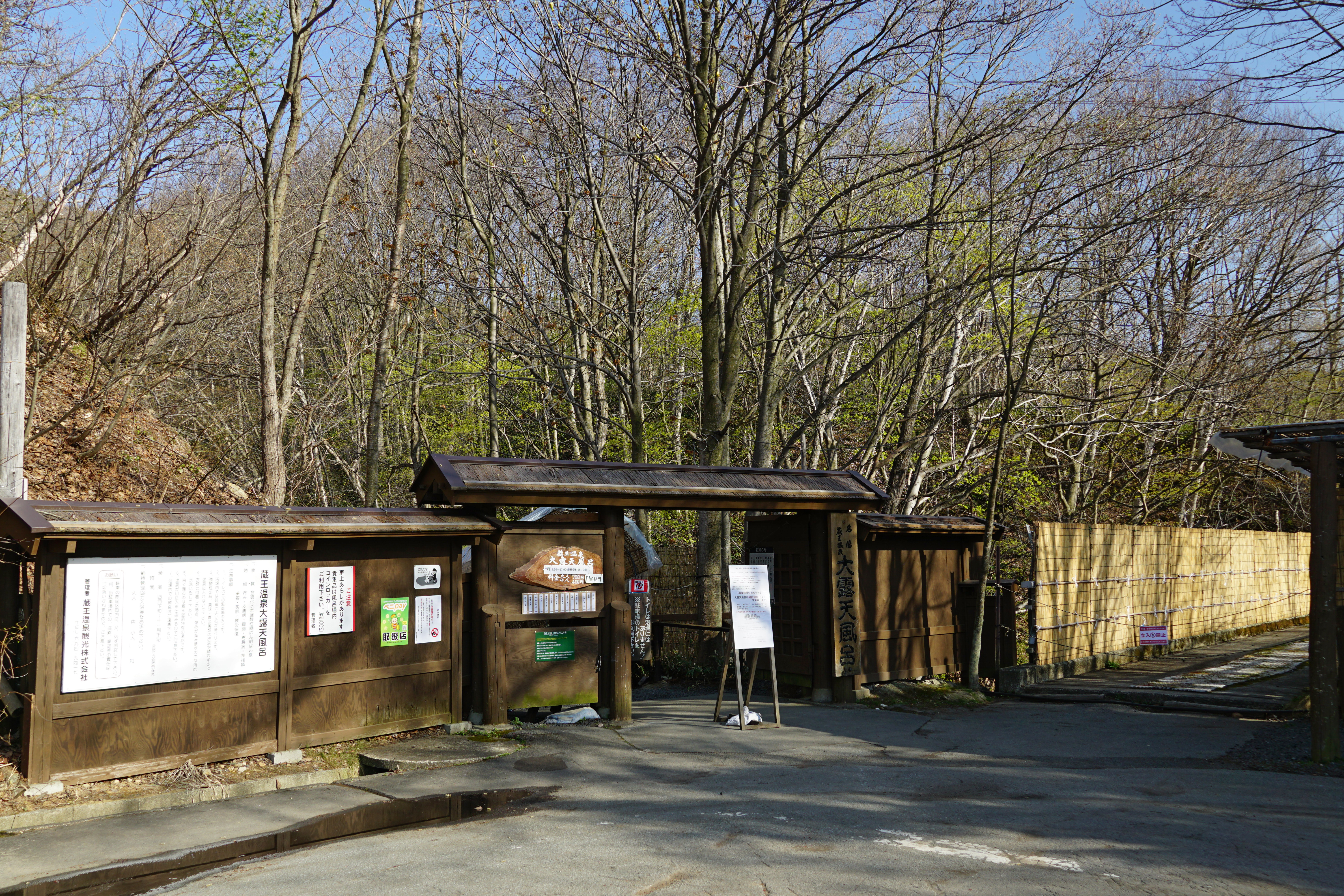
L'entrée des bains de Zaō onsen.

Les sources de Zaō onsen sont sulfureuses et donc odorantes, entraînant une faible fréquentation par des touristes non avertis. Même si le mont Zaō s'étend entre la préfecture de Yamagata et la préfecture de Miyagi, la ville où se trouvent les thermes a récemment été rattachée à la ville de Yamagata. Zaō onsen est accessible par l'autoroute du Tōhoku.

## Monstres de neige
Le mont Zao Mountain est connu pour ses conifères qui s'incrustent et se solidifient en janvier à cause du givre causé par de fortes chutes de neige et des vents à des températures glaciales. Ces formations sont souvent appelées « monstres de neige » en anglais ou français ou juhyō (樹氷, littéralement Arbre couvert de glace) en japonais. Elles sont causées par les vents de tempête glaciaux du courant-jet sibérien.